# Dissected Till Plains

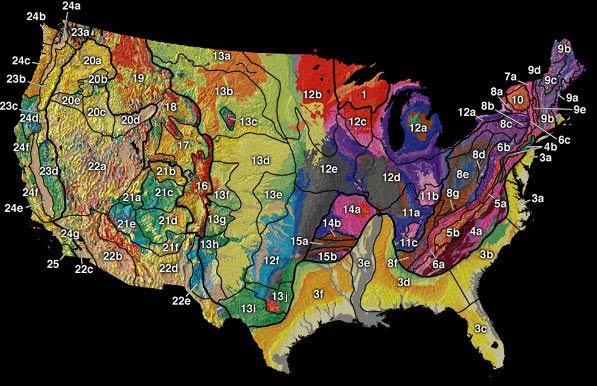
Regioni fisiografiche degli Stati Uniti continentali. La regione 12e identifica le Dissected Till Plains.

Le Pianure Sezionate dei Till (Dissected Till Plains) sono sezioni fisiografiche della provincia delle Central Lowlands, che a sua volta fa parte della divisione fisiografica delle Interior Plains degli Stati Uniti d'America, situate nel sud e nell'ovest dell'Iowa, nel nord-est del Kansas, nell'angolo sud-ovest del Minnesota, nel nord del Missouri, nell'est del Nebraska e nel sud-est del Dakota del Sud.
Le pianure sono state formate durante le glaciazioni precedenti alla glaciazione del Wisconsin durante il periodo Pre-Illinoiano. L'erosione glaciale e il deposito dovuti alla lastra di ghiaccio del Laurentide e l'accumulo successivo di loess durante il periodo del Wisconsin hanno lasciato dietro di sé le colline ondulate e i terreni ricchi e fertili che oggi si trovano nella regione.
Questa regione rappresenta anche il margine occidentale della Corn Belt.

## Geologia
Come parte della provincia geomorfologica delle Central Lowlands, si tratta di una piana di morene glaciali che varia da pianura piatta a pianura ondulata, inclinandosi verso i fiumi Missouri o Mississippi. È moderatamente dissezionata. Il rilievo locale varia da 6,1 a 50,3 metri. La regione è punteggiata da piccole forme di origine umana, come le miniere a cielo aperto, in mezzo a un paesaggio collinoso o con topografia di creste e avvallamenti. I corsi d'acqua drenano ed erodono l'area, spostando i sedimenti e depositandoli a valle. L'altitudine varia da 180 a 460 metri.
Il loess (limo eolico non consolidato), spesso spesso fino a 7,6 metri di spessore, si dirada verso est e copre la maggior parte degli altopiani. Le morene del Pleistocene (pre-Illinoisano) giacciono sotto il loess, coprendo la roccia madre fino a una profondità di 91 metri. Ai margini, il loro spessore si riduce a meno di 9,1 metri. Le pianure alluvionali del Mississippi e del Missouri presentano fino a 46 metri di alluvioni terziarie e quaternarie non consolidate (ghiaia, sabbia, limo e argilla) sopra la roccia madre, con uno spessore minore nelle valli fluviali.
Le rocce madre affiorano lungo i margini. Scisti e arenarie del Cretaceo si trovano nell'angolo nord-ovest, nella sezione di confine tra Nebraska, Minnesota e Iowa. Arenarie del Permiano si estendono lungo il margine occidentale o la valle del Missouri. Scisti, calcari e carbone del Pennsylvaniano si trovano sotto praticamente l'intera unità geologica. Scisti e carbonati del Mississippiano, del Devoniano e dell'Ordoviciano costituiscono la roccia madre lungo le aree orientali e meridionali. Le rocce madre sono visibili lungo i corsi d'acqua più profondi e nelle "finestre" erose dei suoli superficiali non consolidati.

## Geografia
Le Dissected Till Plains sono una sotto-unità delle Central Lowlands nelle Interior Plains del Nord America. Sono concentrate lungo il confine tra gli stati dell'Iowa e del Missouri. Il confine orientale è rappresentato dal fiume Mississippi e, a sud, dalla valle del fiume Missouri che attraversa il Missouri centrale. Il suo confine occidentale si trova a circa 160 chilometri ad ovest del confine del fiume Missouri lungo la linea di confine tra gli stati di Kansas/Missouri e Nebraska/Iowa. Il suo confine settentrionale è una linea che scende dalla valle del fiume Sioux in Dakota del Sud e Minnesota, attraverso l'Iowa lungo una linea che segna la valle del Missouri dalle pianure interne dell'Iowa, quindi curva nuovamente verso nord lungo una linea che segna le pianure interne dell'Iowa dalla valle del fiume Mississippi a est.
- Missouri - La parte settentrionale dalla valle del Missouri tra St. Louis e Kansas City verso nord fino al confine con l'Iowa.
- Iowa - Un'area a forma di 'U' che include la valle del fiume Missouri a ovest e la regione collinare del Mississippi a est.
- Kansas - Otto contee nell'angolo nord-est.
- Nebraska - Trenta contee orientali, dal fiume Missouri fino a circa la latitudine 98 o circa 160 chilometri di profondità nello stato.
- South Dakota - Una sezione a forma di 'L'lungo il fiume Sioux da nord di Sioux Falls fino al suo confluire con il fiume Missouri e poi verso ovest lungo il Missouri per circa 160 chilometri.
- Minnesota - Tre contee nell'angolo sud-ovest lungo il fiume Sioux e otto contee nel sud-est nella regione collinare del fiume Mississippi attorno a Rochester.